# Роденес
Роденес (нім. Rodenäs) — громада в Німеччині, розташована в землі Шлезвіг-Гольштейн. Входить до складу району Північна Фризія. Складова частина об'єднання громад Зюдтондерн.
Площа — 19,84 км2. Населення становить 419 ос. (станом на 31 грудня 2020).

## Назва
- Роденес (нім. Rodenäs; півн.-фриз. Runees, Rornees; дан. Rødenæs; пд.-ют. Rånæjs) — сучасна назва.

## Географія
Розташований на дансько-німецькому кордоні, чинному від 1920 року.

## Галерея

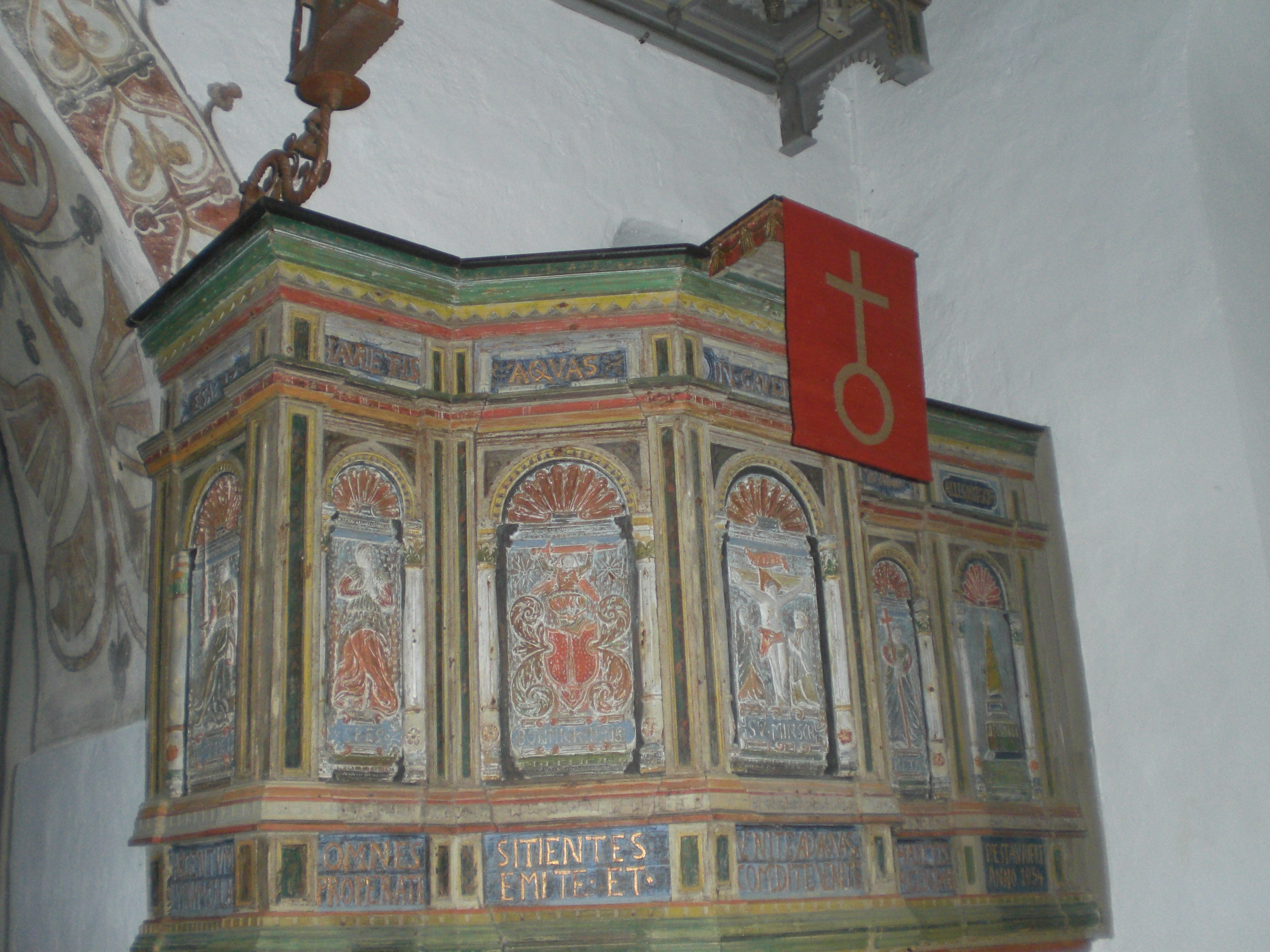